# Gymnogramma × rollissonii
Gymnogramma × rollissonii là một loài dương xỉ trong họ Pteridaceae. Loài này được T.Moore ex Rollisson mô tả khoa học đầu tiên năm 1867.
Danh pháp khoa học của loài này chưa được làm sáng tỏ. 